# Peugeot 1007
La Peugeot 1007 est une automobile du constructeur automobile français Peugeot dessinée par Pininfarina, prioritairement dédiée aux déplacements et stationnements urbains pour quatre personnes, commercialisée de 2005 à 2009.

## Historique
Faisant suite au concept car Peugeot Sésame présenté au Mondial de l'Automobile de Paris 2002, la fabrication de la 1007 démarre en 2004 et son lancement commercial intervient le 28 avril 2005, après avoir subi plusieurs reports pour des défauts de qualité des pré-séries (portières et sièges notamment),,
La 1007 est la première voiture au monde à disposer de deux portières avant coulissantes électriques. Au Japon, la Toyota Porte, lancée six mois avant la 1007, ne dispose d'une porte coulissante que du côté passager. Ce concept n'a ensuite pas été reconduit par Peugeot.
La presse française a généralement décrit le 1007 comme étant un petit monospace, minispace ou microspace,,,,,,. Pininfarina, le studio qui a dessiné le 1007 l'a décrit comme un MPV (monospace). Peugeot le catégorisait rarement, mais l'a parfois décrit comme une berline monocorps,.
L'intérieur Caméléo, disponible en douze coloris, se change « en un quart d'heure montre en main », avec dix-huit pièces personnalisées pour un supplément de 250 €. Ce sont surtout les deux portes coulissantes, électriques et télécommandées qui marquent la distinction de ce modèle, permettant un accès aisé et d'entrer et sortir de son véhicule même lorsqu'une place de parking est étroite. Ces portes possèdent un système antipincement qui nécessite une forte pression sur la partie supérieure. Les sièges avant et arrière possèdent une modularité rare sur ce segment.

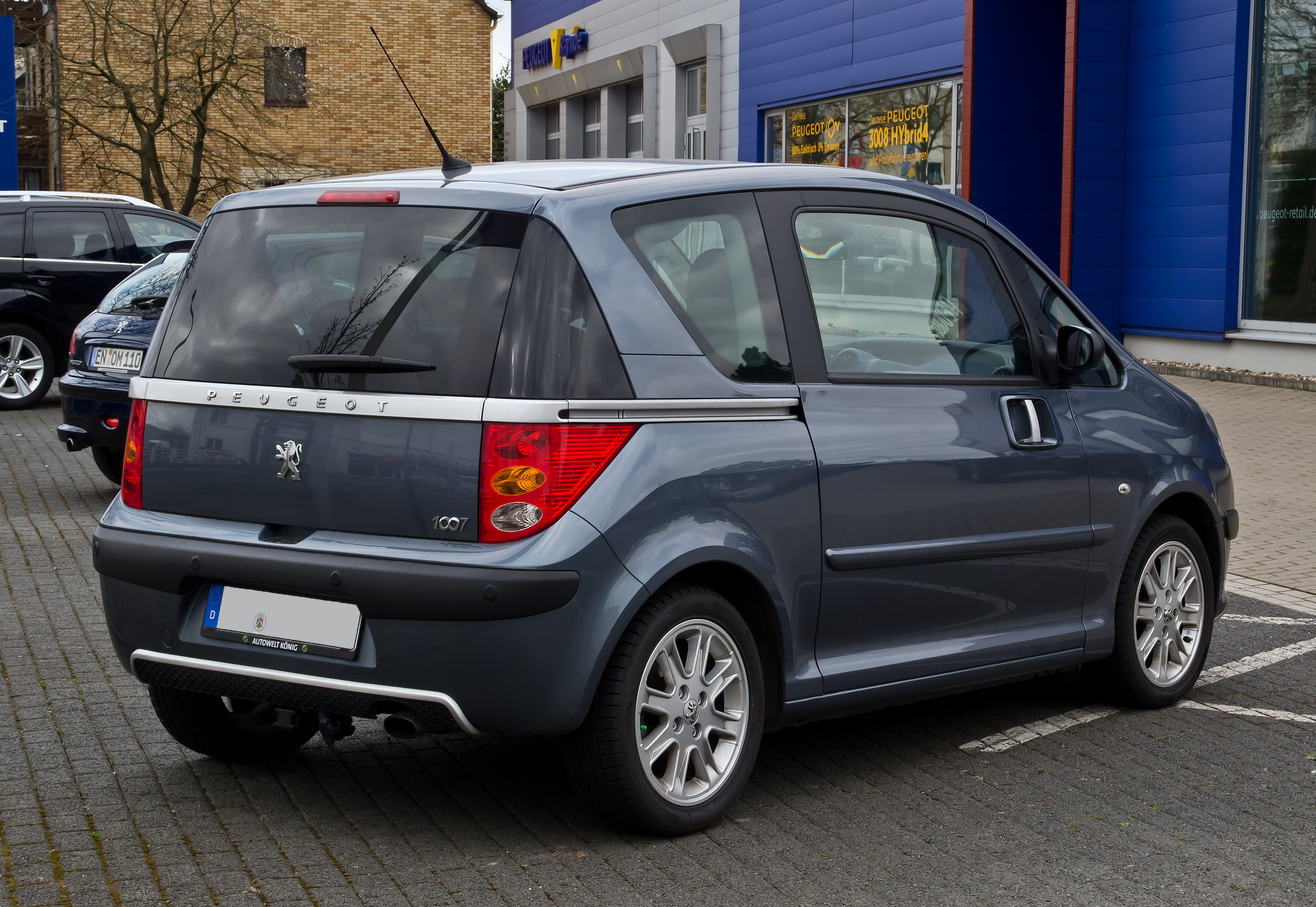
Peugeot 1007.

La 1007 souffrait toutefois de certains défauts lors de sa mise en service. Les délais d'ouverture et de fermeture étaient longs. L'accès aux places arrière était difficile. Le coffre était petit. Les premières motorisations plutôt faibles pour un véhicule de près de 1 400 kg en ordre de marche, lui donnèrent une réputation de véhicule pataud et gourmand en essence. Les accessoires de décoration à fixer ne faisaient qu'ajouter une touche de couleur à un intérieur (bleu pétrole) trop bas de gamme. Le prix élevé n'était pas justifié en regard des prestations offertes en matière de motorisation, finition, modularité très en dessous de la moyenne de sa catégorie (véhicules d'un prix équivalent).
La boîte de vitesses robotisée, baptisée «2-Tronic», permet deux modes de passage des vitesses : l’un entièrement automatisé, qui supprime les passages manuels au profit d’une conduite «libérée», l’autre, séquentiel, qui favorise les passages manuels, par action sur le levier de vitesse ou sur les palettes sous le volant.
La voiture a obtenu en 2005 aux essais de choc de l'organisme Euro NCAP le score record de 36 points, seulement égalé par la Citroën C5, la Renault Laguna III et la Mercedes Classe C ce qui en fait une référence en matière de sécurité passive.

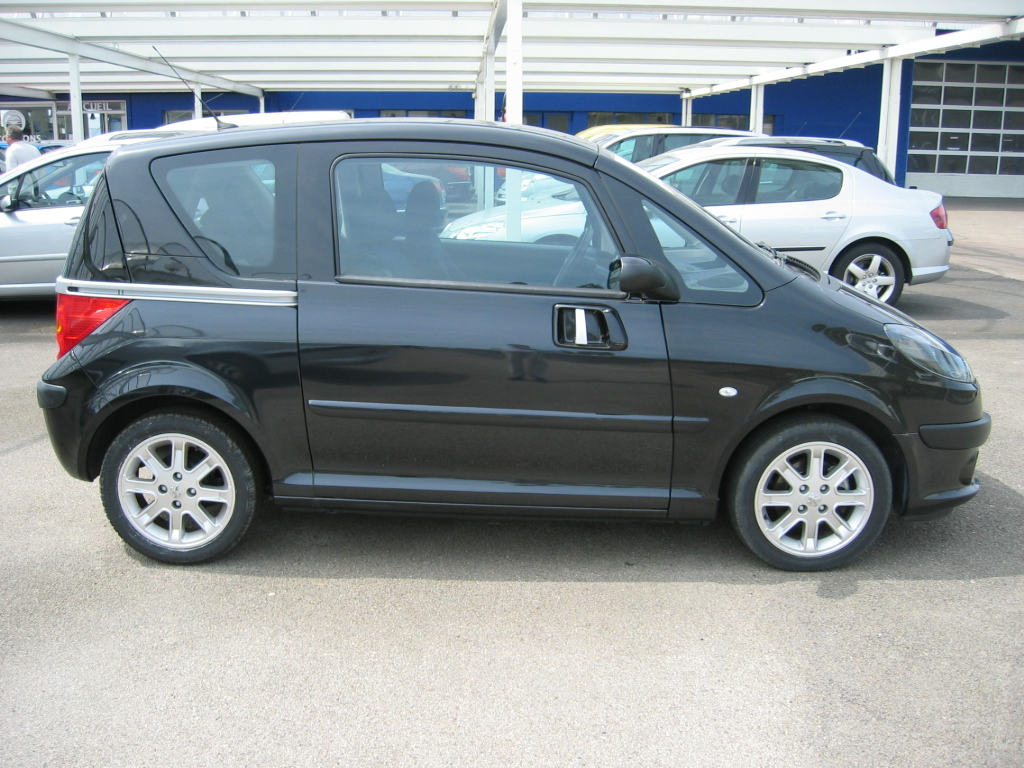
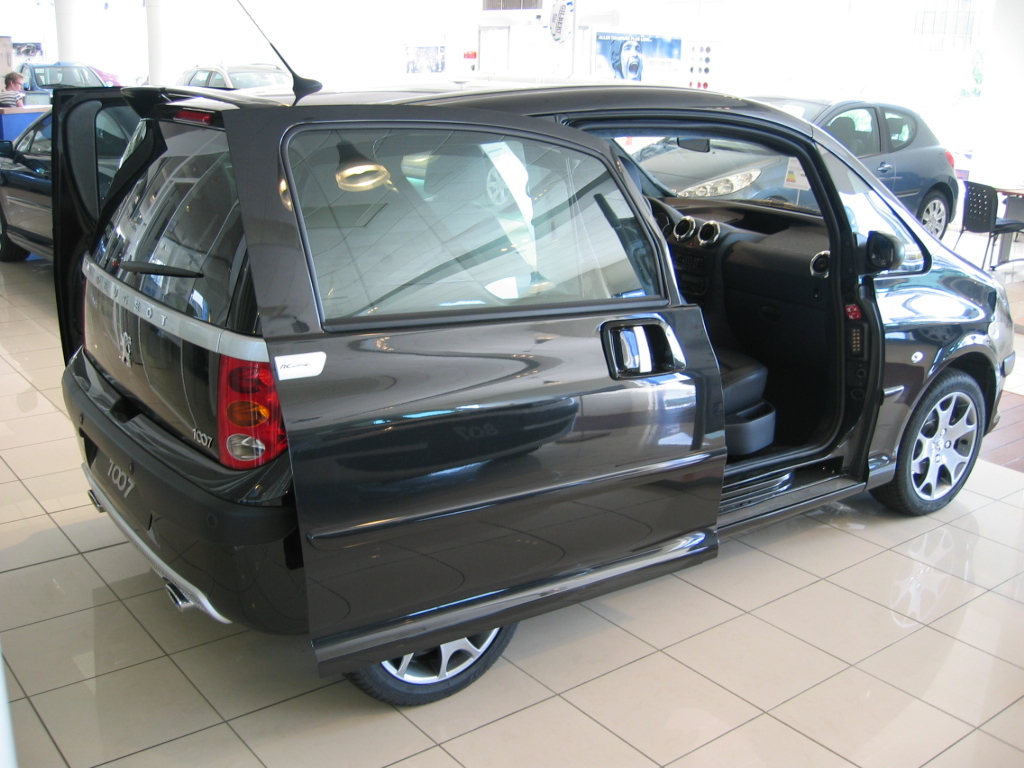
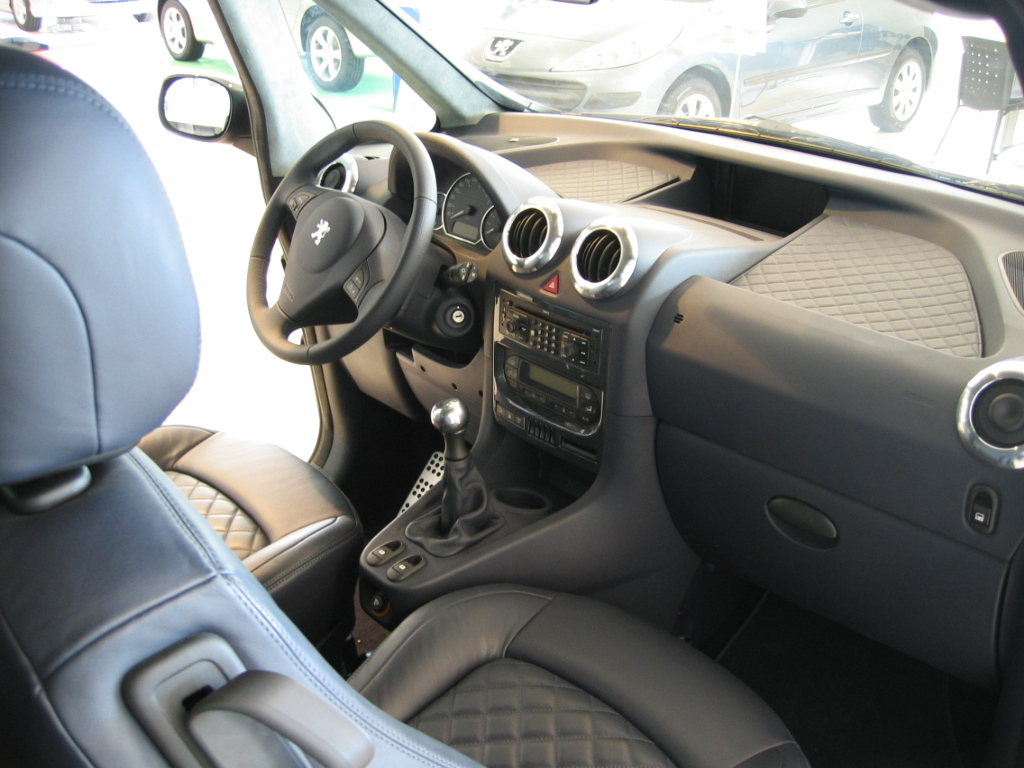

En 2005, deux show cars dérivés du 1007 sont présentés par Peugeot : 1007 RC Concept et 1007 D-Day Concept.
La production est arrêtée prématurément en 2009, faute de ventes suffisantes. Avec 124 100 exemplaires vendus en quatre ans, la 1007 est un échec commercial pour Peugeot qui espérait initialement vendre 130 000 unités chaque année, et a donc prématurément mis fin à sa production,,. Les pertes de Peugeot sont colossales : on les estime à 15 380 € pour chaque 1007 écoulée.

### Motorisations et performances
Trois motorisations ont été prévues dès le lancement : un 1,4 litre essence de 75 ch avec boîte manuelle à 5 rapports ou boîte robotisée à simple embrayage 2-Tronic, un 1,6 litre essence de 110 ch avec boîte 2-Tronic et un 1,4 litre diesel HDi de 70 ch avec boîte manuelle à 5 rapports. La puissance limitée des premières motorisations conférait au véhicule une conduite pataude qui n'encouragea pas les ventes.
À partir d'avril 2006, le moteur 1,4 litre injection 16 soupapes essence de 90 ch est proposé. Puis à partir de février 2007, c'est le 1,6 litre HDi qui permet à 1007 de bénéficier d’un moteur Diesel plus adapté à sa masse (plus d’une tonne). Ce moteur fait ainsi gagner 4 secondes sur le 0 à 100 km/h (11,4 s au lieu de 15,4 s pour le 1.4 HDi 70 vitesse maximum 172 km/h) et offre un couple maximum entre 240 et 260 N m à 2 000 tr/min grâce au turbo à géométrie variable.
|                            | 1.4 HDi 70                         | 1.6 HDi 110                        | 1.4 75                         | 1.4 75                         | 1.4 75                         | 1.4 90                         | 1.4 90                         | 1.4 90                         | 1.6 110                        | 1.6 110                        | 1.6 110                        | 1.6 110                        |
| -------------------------- | ---------------------------------- | ---------------------------------- | ------------------------------ | ------------------------------ | ------------------------------ | ------------------------------ | ------------------------------ | ------------------------------ | ------------------------------ | ------------------------------ | ------------------------------ | ------------------------------ |
| Moteur                     | 4 cylindres en ligne (type DV/DLD) | 4 cylindres en ligne (type DV/DLD) | 4 cylindres en ligne (type TU) | 4 cylindres en ligne (type TU) | 4 cylindres en ligne (type TU) | 4 cylindres en ligne (type TU) | 4 cylindres en ligne (type TU) | 4 cylindres en ligne (type TU) | 4 cylindres en ligne (type TU) | 4 cylindres en ligne (type TU) | 4 cylindres en ligne (type TU) | 4 cylindres en ligne (type TU) |
| Cylindrée                  | 1 398 cm3                          | 1 560 cm3                          | 1 360 cm3                      | 1 360 cm3                      | 1 360 cm3                      | 1 360 cm3                      | 1 360 cm3                      | 1 360 cm3                      | 1 587 cm3                      | 1 587 cm3                      | 1 587 cm3                      | 1 587 cm3                      |
| Puissance maxi             | 68 ch à 4 000 tr/min               | 109 ch à 4 000 tr/min              | 73 ch à 5 400 tr/min           | 73 ch à 5 400 tr/min           | 75 ch à 5 500 tr/min           | 88 ch à 5 250 tr/min           | 90 ch à 5 500 tr/min           | 90 ch à 5 500 tr/min           | 109 ch à 5 750 tr/min          | 109 ch à 5 750 tr/min          | 110 ch à 5 750 tr/min          | 110 ch à 5 750 tr/min          |
| Couple maxi                | 160 N m à 2 000 tr/min             | 260 N m à 2 000 tr/min             | 118 N m à 3 300 tr/min         | 118 N m à 3 300 tr/min         | 120 N m à 2 800 tr/min         | 133 N m à 3 250 tr/min         | 120 N m à 3 400 tr/min         | 120 N m à 3 400 tr/min         | 147 N m à 3 900 tr/min         | 147 N m à 3 900 tr/min         | 147 N m à 3 900 tr/min         | 147 N m à 3 900 tr/min         |
| Boîte de vitesses          | BVM5                               | BVM5                               | BVM5                           | BVA                            | BVM5                           | BVM5                           | BVM5                           | BVA                            | BVM5                           | BVA                            | BVM5                           | BVA                            |
| Vitesse maxi (en km/h)     | 160                                | 185                                | 165                            | 165                            | 165                            | 173                            | 165                            | 190                            | 190                            | 190                            | 190                            | 190                            |
| 0-100 km/h                 | 15 s 4                             | 11 s 4                             | 14 s 4                         | 16 s 6                         | 14 s 4                         | 13 s 6                         | 14 s 4                         | 11 s 8                         | 11 s 1                         | 11 s 8                         | 11 s 8                         | 11 s 8                         |
| Consommation (en L/100 km) | 4,7                                | 4,8                                | 6,6                            | 6,3                            | 6,4                            | 6,4                            | 6,4                            | 6,6                            | 6,9                            | 6,6                            | 6,6                            | 6,6                            |
| Émissions de CO2 (en g/km) | 124                                | 125                                | 153                            | 146                            | 155                            | 153                            | 153                            | 156                            | 163                            | 156                            | 163                            | 156                            |

### Finitions
Les finitions au lancement du véhicule en France sont :
- Vitamine
- Dolce
- Dolce Pack
- Sporty
- Sporty Pack

### Versions
Une version RC avec moteur 1,6 litre porté à 140 ch n'a finalement jamais vu le jour. Peugeot s'est contenté de commercialiser une 1007 RC-Line, qui reprend le 1,6 litre essence 110 ch avec une boîte manuelle 5 rapports et 2-Tronic pour certains pays comme l'Allemagne et ajoute l’ensemble des garnissages et décorations de caisses de la 1007 RC présentée au Mondial de l'automobile de Paris 2006.
Séries spéciales : Pack Limited (2005), Freddy (2005), Elle (2006, Belgique), Cappuccino (2006), Roxy (2006), RC Line (2006), Quiksilver (2006, Suisse), Black & Silver(2009).